# 日本汉字
日本漢字（日语：／ Kanji，發音：[kaɲdʑi] ⓘ），又稱日語漢字、日文汉字，是書寫日語（特別是現代日語）用的汉字。其與假名共同構成傳統的日語書寫系統。
日本漢字的寫法與現代中文用的漢字（包括簡化字和繁體字）大同小異。古代日本幾乎完全使用汉字书写文言文。自近代以來，出現一部分由日本人独创的汉字，称为日製漢字或和製漢字，日本官方定為國字，當中部分已傳回中文。和製漢字主要指未收入中文的漢字。但近年香港及台灣廣告、電視節目有時亦會使用。
《大漢和辭典》是最大的日本漢字字典，共記載接近四萬五千個漢字，不過現代日文的常用漢字僅約兩千餘字。

## 歷史
漢字從中國傳到日本的確切時間點目前尚無定論，一種說法是漢字從公元五世紀隨着一些百济佛教僧侶將中國的經書帶到日本而傳入，另一種是七至九世紀的遣唐使為唐文化及佛教文化在日本的廣泛傳播作出重大貢獻，也把漢字帶進日本。這些經書的漢字當初是模仿中國的發音來讀，不過一套稱為「漢文」的書寫系統開始得以發展。漢文主要是中文文章插入日語獨有的助詞，讓日語用者可依從日語語法閱讀漢字寫成的文章。
當時日文並沒有書寫系統。後來發展出一套源自《萬葉集》、稱為萬葉假名的表音系統，萬葉假名用的是一套指定的漢字，純粹假借其發音來表記日文詩歌。以草書書寫的萬葉假名後來演變成今日的平假名。當時不獲許接受高等教育的女性也能使用這套平假名來書寫日文。平安時代大部分的女性文學都以平假名來書寫。片假名也是從類似方式發展：寺廟學生把漢字部件拆出來成為片假名，用來標注漢字發音，還有漢文的日語助詞。
隨著日語書寫系統得以發展成熟，如今漢字用於大部分名詞、形容詞和動詞，而平假名則用來書寫動詞詞尾（送假名）、純日語詞彙、或者表記漢字難寫的詞彙。平假名也用於標記日本漢字的讀音（振假名）、和書寫給漢字水平不夠的人為對象的讀物，如小孩、日語學習者的書。
片假名則有方形結構，用於象聲詞和外來語。片假名用來書寫外來語的習慣來的比較晚，外來語原先是用漢字書寫表意，如代表（tabako），不過現在反過來有許多外來語詞彙正在代替一般詞彙。

## 發音
日本漢字讀法分音讀、訓讀兩類。2010年改定的《常用漢字表》共收錄漢字的音讀2352種，訓讀2036種。
音讀指源自中國的讀音，與现代某些汉语（如粤语）的漢字發音相同或近似，可細分為吳音、漢音、唐音三類。公元五至六世紀，漢字由中國或朝鮮傳入日本，在此時傳入日本而得日文讀音的漢字，以及當時沒有讀法的日文名稱，模仿漢音的讀法稱為「吳音」；在奈良時代至平安時代，派遣往大唐長安學習的日本學者把中國漢字帶回日本，依這種方式得音的日語漢字稱為「漢音」；鎌倉時代以後（南宋至明清）隨禅宗的留學生或貿易商人所傳入日本的漢字讀音稱為「唐音」。
訓讀是為了標示原來存在的日文詞彙而加上聯繫的漢字，與中文讀音無關聯的漢字讀法，可說是為了解決原本日文詞彙有音無字的現象。因日本曾廣泛使用漢文訓讀，歷史上出現過的漢字訓讀數量十分巨大，但其中大多已淘汰，成為「古訓」。
訓讀還有種特殊現象，有些漢字詞必須作為整體來發音，不能拆開讀，這種訓讀稱為熟字訓，如（やまと）。這類訓讀在歷史上亦不少，不過現代常用的熟字訓不多，可參考《常用漢字表》附表。
日文部分詞彙也有音、訓二讀，並有不同意思。例如（假名）一詞，音讀為（kamei），意思為假（借）的（文）字。訓讀作（kana）的話則指日文平假名、片假名的總稱。
日本漢字讀法複雜，為了正確表示漢字的發音，書寫日文時可以在漢字上／旁添上假名，表示漢字讀法。這種近似中文注音或拼音的標記，在日文叫「振假名」（振り仮名，furigana）、「讀假名」（読み仮名，yomigana）或（Ruby），常見於幼兒書籍、日語學習者書籍中，或用來表示不常用漢字或日本人姓名的發音。
类似的现象也出现在汉语族各语言中，称为文白异读。不过汉语与日语的差异远大于汉语族内部差异，汉语的文白异读远没有日语音读与训读的差异那么显著。

## 寫法

### 字體
部分漢字有「新舊」之分，類似中文繁體字和簡體字的差別：
- 新：；舊：；音讀：（koku）；訓讀：（kuni）
- 新：；舊：；音讀：（gō）
- 新：；舊：；音讀：（hen）；訓讀：（kawaru，舊作，音同）

舊字體在二次大戰之前使用，1946年文部省引入新字體。
日本造新字體多是簡化、刪除筆畫，但有例外：
- 新：；舊：；音讀：（ho，fu，bu）；訓讀：（aruku，ayumu）
- 新：；舊：；音讀：（hin）[註 1]

非但沒有刪減，反而增添。以上兩字都含有“少”字缺一點的部分，新字體就乾脆寫成。但這種改動通常限於常用漢字，表外字等字形未作調整。
根據《同音漢字書寫規則》，還有些字以近義字或同音字（以日語為準）取代，如
- 常用漢字：（的新字體）；非常用漢字：；音讀：（ketsu）；例如變成。
- 常用漢字：；非常用漢字：；音讀：（shi）；訓讀：（shinu）；例如今作。

### 手寫字形問題
日本字形表以往採用字模印刷，今天《常用漢字表》已使用電腦字型排印。日本規範電腦印刷體，但字形具體細節在電腦字體可以很講究，與手寫字形有差別。許多字體廠商設計了「教科書體」作爲學童教材的內文字形，模仿手寫時的特徵。如表內、表外漢字的辵部在一般的印刷體中分別為「⻌」、「⻍」形，而教科書體則呈「⻎」形以供學童參考。
即便如此，學童日常寫字時亦不可能像機械輸出般將每個字都寫得與教科書體相同。教師、家長對手寫字細節的正誤判斷往往莫衷一是。爲解決這問題，日本文化廳在2016年的「文化審議会国語分科会漢字小委員会」頒佈研究報告《常用漢字表字體、字形的指南》，說明一些手寫漢字的細節差異，並非錯誤，都應視作正寫。
如「『木』豎筆是否帶鉤」、「『米』最尾兩筆是否和『十』字中心相觸（米）」、「『今』第三筆是橫還是點」、「『令』下方為『ㄗ』還是『マ』（令）」、「『礼』首筆是直點還是斜點」、「『口』第一筆和第二筆起筆處是否相觸」等問題，無論學生怎麼寫，教師都不應將之當作錯字。

### 和製漢字

國字「辻」

日本漢字多數直接借自中國漢字，但亦有一些漢字是日人根據中國漢字的六書自創的「會意」或「形聲」字。這些日本自造汉字不同於中國大陸通行的簡化字，是只限於日本語使用的漢字，在日本稱為「國字」或「和製漢字」：
- （tōge）：山路最高點，鞍部。同「嶺」[3]。
- （sakaki）：紅淡比。
- （hatake）：旱田，田地，專業的領域。
- （tsuji）：十字路口，十字街，路旁，街頭。[註 2]根據《字統》，通「逵」。在平安時代初期讀「つむじ」。
- （hatara-ku），：工作，亦用於（勞動）一詞
- （shitsuke）：教養。不常用，同。

部分日本自造汉字亦逆輸出至其他漢字文化圈地區，如現代中文收錄“呎”、“腺”、“鱈”。
另外，有些漢字並非起源於日本，但其今義借自日本，如「癌」（cancer），有時會誤認為是日本人造的漢字。「癌」是形聲字，聲符為「嵒」（同「岩」），北京音原為[jɛn˧˥]（yán），後來引入「癌症」之義後因易同「炎症」混淆，遂借某些方言的發音改讀[ai˧˥]（ái）。

### 國訓
部分日本漢字的意思和原來中文漢字的解釋有所出入，稱為「國訓」：
- ：外海，取其「水中」之會意；中文原意為「用水注入、被水衝擊、衝突」。
- ：山茶花；中文原意為「木名、長壽的代名詞」。
- ：蓋飯；中文原意為「投物井中聲」。

國訓和自造漢字的區別是，國訓所用的漢字在中文中原本就有使用，只是不同釋義；而和制漢字並不在中文中，所以也沒有該字在中文的原義。

### 外國地名舊譯
最初，日本人用近音漢字翻譯外國地名，之後大部分地名已改用片假名表記，但少數漢字譯名至今仍常用，如（美國／），而中國大陆（主要為漢地）、台灣和朝鮮半島（除首爾外）的地名仍使用其原有漢字名。

## 日常使用漢字

### 當用漢字
日本政府於1946年改革文字，成立《當用漢字表》，收了1850字。當用即「臨時使用」之意。這1850字之外的漢字不再使用，改以假名表記，或是用同音、同義字代替，並頒行簡化的新字體。於是產生以下情況：
日本的漢字簡化改革，最初導火線是駐日盟軍總司令部（GHQ）教育使節團「建議」以日語羅馬字全面取代漢字跟假名，減少漢字與脫漢運動無關；以往日本最多以「常用漢字」規範漢字使用字數，而戰後日語中的外來語已改以片假名取代。

### 教育漢字
出現在「小学校学習指導要領」的附錄，俗稱「教育漢字」。經過1968年、1977年、1989年的追加與改訂，現在共計1006字，從小一到小六，各學年的分配為80字、160字、200字、200字、185字、181字。

### 常用漢字
常用漢字有2136字，見常用漢字表與JIS之對應 （页面存档备份，存于）。
由於普遍認為「當用漢字」對於社會影響實在太大，於是1981年10月1日日本政府又頒訂1945字的《常用漢字表》，新增少量漢字。並以「目安」为準（即一般社会生活使用汉字的大致标准，不再強制）。
现行的《常用汉字表》于2010年（平成22年）11月30日以平成22年内阁告示第2号发布，共2136字、4388音训。1981年（昭和56年）内阁告示第1号的旧《常用汉字表》（1945字、4087音训）宣布废除。

### JIS漢字
JIS漢字編碼指日本工業規格（Japanese Industrial Standards）制定的漢字等文字的字符编码。不在JIS中的漢字有時稱為「環境依存文字」，如（後來於2000年改定中加入）。
| 制定年 | 第一水準漢字 | 第二水準漢字 | 第三水準漢字 | 第四水準漢字 | 非漢字 | 合計    |
| ------ | ------------ | ------------ | ------------ | ------------ | ------ | ------- |
| 1978年 | 2965字       | 3384字       | 尚無         | 尚無         | 453字  | 6802字  |
| 1983年 | 2965字       | 3388字       | 尚無         | 尚無         | 524字  | 6877字  |
| 1990年 | 2965字       | 3390字       | 尚無         | 尚無         | 524字  | 6879字  |
| 1997年 | 2965字       | 3390字       | 尚無         | 尚無         | 524字  | 6879字  |
| 2000年 | 2965字       | 3390字       | 1249字       | 2436字       | 1183字 | 11223字 |
| 2004年 | 2965字       | 3390字       | 1259字       | 2436字       | 1183字 | 11233字 |

## 中文讀法問題
日語的和製漢字有部分已吸納到中文，也有部分未收錄到現代漢語，这些和製漢字無法讀出字音。这些字在日本电影、动漫等大量出现，却沒有中文讀音，民間出現仿讀。另外，中国大陆也有规范文件可作参考，见段落相关规范。
民間也嘗試以前人的方法仿讀日本漢字，以易記及字源為原則，主要方法有：

### 以邊讀邊
「辻」等字常用於日本人名，需要統一的中文讀音，有些和製漢字的中文讀法已獲權威詞典認可。
- ：仿讀作「神」，亦有人讀「申」。
- ：仿讀作「一」。
- ：實為「迂」之異體字，音「ㄩˉ」，仿讀作「入」，也有人仿讀作「這」。
- ：仿讀作「十」，也曾有因其形似簡體「过（過）」而仿讀「過」。商务印书馆《现代汉语词典》取「ㄕˊ」（官）。
- ：仿讀作「止」，也有人仿讀作「風」，香港《電腦用漢字粵語拼音表》取「優／jɐu⁵⁵」。
- ：畠實為「甾」之異體字，音[5]，《中華字海》、《漢語大字典》皆讀作「田」[6]，也有人仿讀作「電」。《现代汉语词典》中兩字均讀「ㄊㄧㄢˊ」（官）。
- ：仿讀作「美」。
- ：仿讀作「動」。「動」的和製異體字，中文的「勞動」翻譯自和製漢語的。[註 4]

### 調整結構
- ：調整結構為「几+巾」，仿讀作「旗」，也仿讀作「帆」，台灣CNS11643中文全字庫取作「箏」。
- ：調整結構為「几+木」，仿讀作「機」，少數讀成「朵」，亦讀作「木」。

「匂」為「匈」，疑為「丐」、「葛」的俗字，待考。
小篆「縻」下為「呂+小」亦無作「吕」之形；「麿」是和製漢字「麻呂」之合字。

### 以類似漢字仿讀
- ：有人以為是最相近漢字「涉」，將粵音讀作「siːp³³」，導致至今仍有大部分香港人將「（澀谷）」之「澀」誤讀作「涉」而非「kiːp³³／saːp³³」。
- ：選擇最相近漢字「雯」，將粵音讀作「mɐn¹¹」。這種讀法常見於「雫」字作人名之時，如動畫電影《夢幻街少女》（》）之港版就將主角「月島雫」轉寫為「月島雯」。

### 以相似部件仿讀
有時也會參照中國大陸的簡化字、二簡字來仿讀。

- ：右邊形近「卡」，仿讀作「卡」，如臺灣有日治時期殘留之地名「壽峠」，常寫作「壽卡」。漢典作「ㄑㄧㄚˇ」，全字庫取作「古」。
- ：類似「椊」的異體，而「醉」的新字則是（「卒」俗作），仿讀作「卒」。[來源請求]

### 根據古字或異體字
有些中文漢字與日文漢字同形而意義不相通，但仍可作為讀音的參考。有時也參照中國大陸的簡化字、二簡字來發音。
- ：連綿字，現代標準漢語讀作ㄇㄥˊ，閩南語讀音為bîng[需要解释][8]。儚儚：昏亂迷惑的樣子。也有人仿讀作「夢」，不建議。
- ：水滴。「雫」曾為「霞」的二簡字，常仿讀作「霞」。此外「雫」為漢語罕見字，本讀作「ㄋㄚˇ」。
- ：实现，达成，閩南語讀音為hia̍p[需要解释][9]。与不同。常仿讀作中文的簡化字，而「叶」为「協」的古文異體字[10]。
- ：在中文是「笑」的異體字[11]，閩南語讀音為tshiàu[需要解释][12]。日文中多作花開之意。

### 新字體讀法
亦有日本新字既不像中文傳統漢字，也不像簡化字，但通常找到對應的舊字體就可以知道對應的中文漢字、確定讀音。
| 新 | 舊 |    | 簡 | 說明 |
| -- | -- | -- | -- | --- |
|    | 佛 | 佛 | 佛 | 有時會原封不動使用。 |
|    | 拂 |    |    | |
|    |    |    |    | 常誤讀作簡化字「壳」（正體「殼」；日本新字體「」下半部為「儿」，簡化字「壳」下半部為「几」，兩者字形相似，甚易誤認）。                                                   |
|    | 假 | 假 | 假 | 日文「」應該讀成「假面」而非「反面」。另外「仮」原為「反」的異體字，日文中借作「假」之簡化字。                                                             |
|    |    |    |    | 常誤讀作「尺」或「站」。 |
|    |    |    |    | 「毛澤東」在日本譯為「」 |
|    |    |    |    | 读“ㄅㄧㄣ”。常誤讀作「兵（ㄅㄧㄥ）」或中文的「浜（）」。 |
|    |    |    |    | 中文“辺”曾在中国大陆作为「道」的二簡字，因此有时误读做“道”。                                                                                               |
|    |    |    |    | 常誤作中文「芸（）」。 |
|    |    |    |    | 中文“澁”为“澀（涩）”的异体字，读作“”。 |
|    |    |    |    | 有時會原封不動地用。《絕望先生》等作的譯本曾誤作「系」。「糸」作「絲」之異體字在《集韻》中已有記載；「糸」本讀為「ㄇㄧˋ」，但其對應的日語讀音為「」，與「」無關。 |

### 中國大陸規範
中华人民共和国教育部於2005年6月28日提出《日本汉字的汉语读音规范（草案） （页面存档备份，存于）》，2009年12月21日發布推廣、做為日本漢字讀音參考。
注意：该草案尚未成为正式规范，其作用是向社会提供参考，并鼓励需要者采用。

#### 日本汉字的汉语读音规范（草案）（节选）
4  拟音原则
4.1  沿用汉语字词书中已有读音
汉语字词书中已有读音，包括不特别生僻的读音，尽可能沿用。严格控制拟订新音项的数量。新音项的拟订要符合汉语普通话的语音系统。
4.2  通过“声旁”认读形声字
尽量采用通过“声旁”认读形声字的方法。
4.3  分类拟音
本规范（草案）将日本汉字分为日本自造汉字、中日同形字、中国古字或俗字、日本略字四大类，分别确定拟音规则并拟音。
5  拟音规则
5.1 日本自造汉字
5.1.1 凡可视为形声或会意兼形声的，取“声旁”读音：如取tián（田）音，取shí（十）音，取rù（入）音，取tián（田）音。
5.1.2 凡不属或不能按形声或会意兼形声拟音的，取形似字或形似声旁的读音，如取形似字“磨”的字音mó；，右边“声旁”跟“卡”形似，取kǎ音。
5.2  中日同形字
5.2.1 凡中国汉字有读音的，直接取同形的中国汉字读音；如日本汉字，与中国汉字“匀”的早期字形相同，就取yún音；日本汉字，与中国汉字中释为“木顶”义的 “槙”的旧字形相同，就取zhēn音。
5.2.2 凡汉语字词书无注音或该注音作为日本汉字的汉语普通话读音容易造成汉语使用者误读的，可另定读音。拟定字音时，凡可视为形声或会意兼形声的，一般取“声旁”读音。如“杣”，《汉语大字典》注“弥羶切”，读音当同“棉”（mián）。若把mián作为日本汉字的汉语普通话读音，容易造成汉语使用者误读，就按形声字处理，取shān（山）音。
5.3 中国古字或俗字
5.3.1 凡依据现有字词书判定为中国古字或俗字的，按中国汉字读音。如是中国古字，读yǔ；是中国汉字“榨”的异体字，读zhà。
5.3.2 凡汉语字词书无注音或该注音作为日本汉字的汉语普通话读音容易造成汉语使用者误读的，可另定读音。如“籾”，《汉语大字典》注ní音。若把ní作为日本汉字的汉语普通话读音，容易造成汉语使用者误读，就按形声字处理，取rèn（刃）音。
5.4 日本略字（日本简体字）
5.4.1 凡判定日本简体字形的繁体与中国内地简化字形的繁体为同一汉字字形的，按相应的中国简化字读音，如（日）（中）的繁体同为“廣”，就读“广（guǎng）”音；（日）（中）的繁体同为“櫻”，就读“樱（yīng）”音；（日）对（中）的繁体同为“對”，就读“对（duì）”音；（日）（中）的繁体同为“實”，就读“实（shí）”音。
5.4.2 凡判定为同一汉字字形日本简化而中国内地没有简化的，按相应的中国传承字读音，如“拂”，日本简化为，中国不简，日本汉字就读“拂（fú）”音；“醉”，日本简化为，中国不简，日本汉字就读“醉（zuì）”音。
6 《日本汉字的汉语普通话规范读音表》说明
本规范（草案）对汉语文献中使用频率较高的32个日本汉字，依据上述拟音原则和规则，拟定了汉语普通话读音，编制成读音表。该表按汉字字头的笔画数排列先后次序。
7 日本汉字的汉语普通话规范读音表
| 序号 | 日本汉字字形 | 日语读音      | 汉语普通话规范读音 |
| ---- | ------------ | ------------- | ------------------ |
| 1    |              | nio-u         | yún / ㄩㄣˊ        |
| 2    |              | don           | dǎn / ㄉㄢˇ        |
| 3    |              | tsuji         | shí / ㄕˊ          |
| 4    |              | ko-mu         | rù / ㄖㄨˋ         |
| 5    |              | tako          | jīn / ㄐㄧㄣ       |
| 6    |              | soma          | shān / ㄕㄢ        |
| 7    |              | waku          | zá / ㄗㄚˊ         |
| 8    |              | hata hatake   | tián / ㄊㄧㄢˊ     |
| 9    |              | tochi         | lì / ㄌㄧˋ         |
| 10   |              | toga          | méi / ㄇㄟˊ        |
| 11   |              | touge         | kǎ / ㄎㄚˇ         |
| 12   |              | mata          | yǔ / ㄩˇ           |
| 13   |              | momi          | rèn / ㄖㄣˋ        |
| 14   |              | hata hatake   | tián / ㄊㄧㄢˊ     |
| 15   |              | shizuku       | xià / ㄒㄧㄚˋ      |
| 16   |              | sasa          | shì / ㄕˋ          |
| 17   |              | hei           | píng / ㄆㄧㄥˊ     |
| 18   |              | sugi          | chāng / ㄔㄤ       |
| 19   |              | hazama        | yù / ㄩˋ           |
| 20   |              | ebi           | lǎo / ㄌㄠˇ        |
| 21   |              | ku-u          | cān / ㄘㄢ         |
| 22   |              | shibo-ru saku | zhà / ㄓㄚˋ        |
| 23   |              | sakaki        | shén / ㄕㄣˊ       |
| 24   |              | hatara-ku dou | dòng / ㄉㄨㄥˋ     |
| 25   |              | kouji         | huā / ㄏㄨㄚ       |
| 26   |              | tomo          | bǐng / ㄅㄧㄥˇ     |
| 27   |              | maki          | zhēn / ㄓㄣ        |
| 28   |              | kashi         | jīan / ㄐㄧㄢ      |
| 29   |              | shigi         | tián / ㄊㄧㄢˊ     |
| 30   |              | hanashi       | xīn / ㄒㄧㄣ       |
| 31   |              | yana          | liáng / ㄌㄧㄤˊ    |
| 32   |              | maro          | mó / ㄇㄛˊ         |

### 香港規範
2004年，香港政府頒佈《電腦用漢字粵語拼音表》及《香港轉用ISO/IEC 10646的基礎模塊──香港字形及輔助工具》的粵音問題。其中修正並規範了部分日本漢字的粵語讀音問題。例：
| 序号 | 日本汉字 | 日语读音                                    | 粵音   |
| ---- | -------- | ------------------------------------------- | ------ |
| 1    |          | しぶ（ɕibɯᵝ／shibu）                        | saːp³  |
| 2    |          | なぎ（nägi／nagi）                          | jɐu⁵⁵  |
| 3    |          | つじ（tsɯᵝʑi～tsɯᵝʥi／tsuji）               | sɐp²   |
| 4    |          | こ（～む）（ko̞-mɯᵝ／ko-mu）                 | jyː⁵⁵  |
| 5    |          | はた（hätä／hata） はたけ（hätäke̞／hatake） | tiːn¹¹ |
| 6    |          | とうげ（to̞ːge̞／touge）                      | kaː⁵⁵  |

### 引用
1. ↑  Ken Lunde.  (PDF).   [2017-02-28]. （原始内容存档 (PDF)于2021-01-23）.
2. ↑  .   [2018-12-19]. （原始内容存档于2016-04-12）.
3. ↑  [永久]
4. ↑  黄河清. . 《科学术语研究》.   [2014-05-24]. （原始内容存档于2021-01-18） （中文（中国大陆））.
5. ↑  臺灣教育部, ,   [2025-02-19], （原始内容存档于2025-02-19） （中文（臺灣））
6. ↑  《中華字海》頁951；《漢語大字典》頁2352
7. ↑  教育部《異體字字典》
8. ↑  .   [2020-02-11]. （原始内容存档于2021-01-23）.
9. ↑  .   [2020-02-11]. （原始内容存档于2021-01-23）.
10. ↑  《說文．劦部》：「協，衆之同和也。旪，古文協从日；或从口為叶。」
11. ↑  見於《集韻．去聲．笑韻》笑、咲、关同。並云：「喜也，古作咲，或省。」
12. ↑  .   [2020-02-11]. （原始内容存档于2021-01-23）.
13. ↑  中华人民共和国教育部.  (新闻稿). 2005-06-28  [2020-10-11]. （原始内容存档于2021-01-23）.
14. ↑  中华人民共和国教育部.  (新闻稿). 2009-12-21  [2017-10-15]. （原始内容存档于2020-01-30）.

## 外部連結
- （日語）
- （日語）
- （日語）
- （日語）
- （日語）
- 日本漢字能力檢定協會-日本漢字百科 （页面存档备份，存于）（日語）